# 艾略特·理查德森
艾略特·李·理查德森（英語：Elliot Lee Richardson，1920年7月20日—1999年12月31日）是一位美国政治人物，曾担任美國駐英國大使、美國司法部長、美国国防部长、美国次国务卿等多个官职。

## 外部連結
- Social Security Administration Biography – Elliot L. Richardson[]
- C-SPAN內的頁面（英文）